# Ењинг
Ењинг (мађ. Enying) град је у средишњој Мађарској. Ењинг је град у оквиру жупаније Фејер.
Град има 6.922 становника према подацима из 2008. године.

## Географија
Град Ењинг се налази у средишњем делу Мађарске. Од престонице Будимпеште град је удаљен око 100 километара југозападно. Град се налази у средињшем делу Панонске низије, близу источног краја језера Балатон. Надморска висина места је око 130 m.

## Партнерски градови
- Бад Урах

## Галерија
- Црква св. Јована Непомученог
- Споменик у граду